# 最後の晩餐-The Last Supper
最後の晩餐-The Last Supper（さいごのばんさん ザ・ラスト・サパー）は、2004年制作、2005年2月12日に日本公開の日本・香港の合作映画。
大石圭原作の「湘南人肉医」（角川ホラー文庫刊）を実写映画化、猟奇人肉嗜食（カニバリズム）を題材にしたサイコスリラー映画。

## あらすじ
神の手を持つと称されるカリスマ美容整形外科医・小鳥田は、知り合いである加奈子のクリニックで脂肪吸引を行った患者の脂肪を口にして、その味の虜になる。以来彼はその欲望のために女たちを手にかけていった。

## キャスト
- 小鳥田優児：加藤雅也
- 秋本加奈子：匠ひびき
- 峯村沙希：原史奈
- 小林ルミ：前田綾花
- 椎名亜美：三輪ひとみ
- クリスティ：スーキー・リー
- 柳原幹也：松田優
- 富野亮平：神田利則
- TVクルー：山口温
- 下田刑事：小林且弥
- 立花刑事：松方弘樹

## スタッフ
- 企画･製作：小田泰之
- 製作･エグゼクティブプロデューサー：倉谷宣緒　田村克美
- プロデューサー：小沼雄一　カレン・ロウ (羅嘉倫)
- 監督・脚本：福谷修
- 香港編監督：ラン・ナイチョイ (藍乃才)
- 原作：大石圭 「湘南人肉医」 (角川ホラー文庫刊)
- 音楽：トルステン・ラッシュ / Torsten Rasch
- 主題歌：櫻井敦司 「惑星 -Rebirth-」